# Liste der Sportabzeichen (Schweiz)
In der Schweiz gibt es folgende Sportabzeichen:

## Schwimmsport
Die Rettungsschwimmausbildung und Abzeichenvergabe der Schweizerischen Lebensrettungs-Gesellschaft (SLRG) ist unterteilt in:
- Wassersicherheitskurs
- Jugend-Brevet
- Brevet I und II